# Superradiância
Em física, chama-se superradiância aos efeitos de aumento da radiação em vários contextos, como mecânica quântica, astrofísica e relatividade.

## Óptica quântica
À falta de um termo melhor, um gás que esteja a radiar fortemente devido à coerência será chamado de "super-radiante".— Robert H. Dicke, 1954
Em óptica quântica, a superradiância é um fenômeno que ocorre quando um grupo de N emissores, como átomos excitados, interage com um campo de luz em comum. Se o comprimento de onda da luz for muito maior do que a separação dos emissores, então os emissores interagem com a luz de forma coletiva e coerente. Isso faz com que o grupo emita luz na forma de um pulso de alta intensidade (com taxa proporcional a N2). Este é um resultado surpreendente, drasticamente diferente do decaimento exponencial que seria esperado (com taxa proporcional a N) no caso de um grupo de átomos independentes (ver emissão espontânea).
A superradiância foi demonstrada desde então em uma ampla variedade de sistemas físicos e químicos, como matrizes de pontos quânticos  e agregados J . Este efeito foi usado para produzir um laser superradiante .

## Superradiância rotacional
A superradiância rotacional está associada à aceleração ou ao movimento de um corpo próximo (que fornece a energia e o momento para o efeito). Às vezes, também é descrita como consequência de um diferencial de campo "efetivo" ao redor do corpo (por exemplo, o efeito das forças de maré). Isto permite que um corpo com uma elevada concentração de momento angular ou linear se mova em direção a um estado de energia mais baixo, mesmo quando não há um mecanismo clássico óbvio para que isso aconteça. Neste sentido, o efeito tem algumas semelhanças com o tunelamento quântico (por exemplo, a tendência de ondas e partículas "encontrarem uma maneira" de explorar a existência de um potencial energético, apesar da ausência de um mecanismo clássico óbvio para que isso aconteça).
- Na física clássica, espera-se normalmente que o movimento ou a rotação de um corpo num meio com outras partículas resulte na transferência de momento e energia para as partículas circundantes. Há, então, uma probabilidade maior de partículas serem descobertas seguindo trajetórias que, estatisticamente, levam à perda de momento do corpo.
- Na mecânica quântica, este princípio é estendido ao caso de corpos a mover-se, a acelerar ou a rodar no vácuo – no caso quântico, dizemos que flutuações quânticas com vetores apropriados são esticadas, distorcidas e providas de energia e momento pelo movimento do corpo próximo. Esta amplificação seletiva acaba por gerar radiação física real e mensurável ao redor do corpo.

Enquanto que uma descrição clássica de uma esfera isolada e sem peso, a rodar no vácuo, tenderá a dizer que a esfera continuará a girar indefinidamente, devido à falta de efeitos de atrito ou qualquer outra forma de acoplamento óbvio com o vácuo, na teoria quântica dos campos, a região circundante do vácuo não é totalmente "lisa", e o campo da esfera pode ser acoplado a flutuações quânticas e acelerá-las para produzir radiação real. Estas hipotéticas frentes de onda virtuais, com caminhos apropriados ao redor do corpo, são estimuladas e amplificadas em frentes de onda físicas reais por este processo de acoplamento. Os trabalhos feito nesta área por vezes referem-se a essas flutuações como se estivessem "a fazer cócegas" ao campo para produzir o efeito.

### Em buracos negros
Em estudos teóricos sobre buracos negros, o efeito também é por vezes descrito como a consequência das forças de maré gravitacionais em torno de um corpo fortemente gravitacional, separando pares de partículas virtuais que, de outra forma, se aniquilariam mutuamente, para produzir uma população de partículas reais na região fora do horizonte.
A bomba de buraco negro é uma instabilidade de crescimento exponencial na interação entre um campo bosônico massivo e um buraco negro em rotação.

## Astrofísica e relatividade
Em astrofísica, um exemplo que poderá potencialmente ser superradiância é a radiação de Zeldovich. Foi Yakov Zeldovich quem descreveu pela primeira vez esse efeito em 1971, e Igor Novikov da Universidade de Moscovo continuou a desenvolver a teoria. Zeldovich escolheu o caso da eletrodinâmica quântica (EDQ ou QED), onde se espera que a região em torno do equador de uma esfera metálica giratória emita radiação eletromagnética tangencialmente, e sugeriu que o caso de uma massa gravitacional giratória, como um buraco negro de Kerr, deveria produzir efeitos de acoplamento semelhantes e deveria irradiar de forma análoga.
No seguimento deste trabalho por Zeldovich e Kovikov, surgiram argumentos por Stephen Hawking e outros cientistas de que um observador acelerado próximo de um buraco negro (por exemplo, um observador cuidadosamente agachado em direção ao horizonte de eventos, na ponta de uma corda) deveria ver esta região habitada por radiação "real", enquanto para um observador distante essa radiação seria considerada "virtual". Se o observador acelerado próximo ao horizonte de eventos capturasse uma partícula próxima e a lançasse para o observador distante para captura e estudo, então, para este observador distante, o aparecimento da partícula pode ser explicado dizendo que a aceleração física da partícula a transformou de uma partícula virtual para uma partícula "real" (ver radiação de Hawking ).
Argumentos semelhantes aplicam-se aos casos de observadores em referenciais acelerados (radiação Unruh). A radiação de Cherenkov, radiação eletromagnética emitida por partículas carregadas a viajar através de um meio não-vazio a uma velocidade maior que a velocidade da luz naquele meio, também foi descrita como "superradiância de movimento inercial". 
Exemplos adicionais de superradiância em ambientes astrofísicos incluem o estudo de erupções de radiação em regiões hospedeiras de MASER   e rajadas rápidas de rádio. As evidências de superradiância nestes cenários sugerem a existência de emissões intensas de estados quânticos entrelaçados, envolvendo um grande número de moléculas, presentes em todo o universo e abrangendo grandes distâncias (por exemplo, desde alguns quilómetros no meio interestelar  até possivelmente mais de vários biliões de quilómetros  ).

## Instrumentação
Instrumentos que utilizam a emissão superradiante.
- Laser de eletrões livres (FEL)
- Lasers de nitrogénio utilizando excitação transversal à pressão atmosférica (TEA) [14]
- Laser infravermelho distante (FIR) [15]
- O ondulador permite obter a emissão superradiante. [16]